# Dasineura hybanthi
Dasineura hybanthi är en tvåvingeart som beskrevs av Peter Kolesik och Skuhrava 1997. Dasineura hybanthi ingår i släktet Dasineura och familjen gallmyggor. Inga underarter finns listade i Catalogue of Life.